# Протесты в Румынии (2017—2019)
Протесты в Румынии начались в январе 2017 года через несколько дней после присяги социал-демократического правительства под руководством Сорина Гриндяну. Причиной протестов стало намерение правительства помиловать осуждённых по ряду статей уголовного кодекса, в том числе по статьям о коррупции и превышении полномочий, и внести поправки в уголовный кодекс с целью декриминализации ряда статей и переформулирования понятия «превышение полномочий».

## Предыстория
Несмотря на то, что правительство не подтверждало подготовку правительственного постановления о помиловании осуждённых, в прессе появлялись сообщения о намерении правительства принять подобное постановление 18 января 2017 года. Из-за того, что правительство не опубликовало рабочий план на 18 января, президент Румынии Клаус Йоханниc принял решение прибыть на заседание правительства, ссылаясь на статью 87 Конституции Румынии, предусматривающую право президента на участие в работе правительства при обсуждении определённых вопросов. Во время заседания президент объявил о существовании двух проектов постановлений правительства о помиловании и о внесении изменений в уголовный кодекс. Президент также рассказал об обещании премьер-министра не принимать эти постановления без консультаций с соответствующими судебными институтами и гражданским обществом. После заседания на пресс-конференции премьер-министр Румынии Сорин Гриндяну и министр юстиции Флорин Иордаке заявили о том, что указанные постановления не были в повестке дня заседания вне зависимости от присутствия или отсутствия на заседании президента, так как они были подготовлены только «вчера» (17 января) и разосланы в соответствующие институты. Работа по этим постановлениям начнётся только после получения заключений соответствующих институтов. Вскоре после заседания правительства два проекта постановления были опубликованы на сайте министерства юстиции.
Согласно мнению правительства необходимость помилования осуждённых по нетяжким статьям, не связанным с коррупцией, организованной преступностью, отмыванием денег и другими серьёзными преступлениями, вызвана переполненностью тюрем. На пресс-конференции 18 января 2017 года министр юстиции Флорин Иордаке ссылался на решения Европейского суда по правам человека, осуждающие плохое обращение с заключёнными и трудные условия жизни в тюрьмах из-за их перенаселённости. По оценке министерства юстиции, 2300—2500 заключённых могут быть освобождены, если их предложения будут приняты. Причиной подготовки второго проекта постановления (об изменениях уголовного кодекса) согласно заявлениям правительства являлась необходимость внедрения решений Конституционного суда Румынии в законодательство.
Представители гражданского общества и отдельных СМИ выступили против предложений. По их мнению, основной целью подготовки постановлений было помилование осуждённых членов правящей партии, в том числе получившего двухлетнее условное наказание лидера СДП Ливиу Драгня.
После анализа проектов правительственных постановлений государственные институты, включая Верховный суд, прокуратуру и Национальный директорат по борьбе с коррупцией, выступили с критикой этих предложений, отметив, что они не приведут к достижению объявленных правительством целей, но подорвут систему борьбы с коррупцией.

## Протесты

### 18 января
Импровизированные акции протеста начались в среду 18 января, в тот же день, когда проекты постановлений об амнистии и реформе уголовного кодекса были опубликованы после заседания правительства, на котором присутствовал президент страны. Протесты были организованы через социальные сети. Около 5 тысяч человек приняли участие в манифестациях по всей Румынии, 3-4 тысячи человек из них присутствовали на акции в столице страны Бухаресте.

### 22 января
В воскресенье в Бухаресте была проведена масштабная манифестация против предложений правительства, в которой приняли участие свыше 15 тысяч человек. К протестующим присоединились лидеры основных оппозиционных партий: Ралука Туркан — временный председатель Национальной либеральной партии и Никушор Дан — лидер партии «Союз спасения Румынии», а также президент Румынии Клаус Йоханниc. Председатель правящей Социал-демократической партии Ливиу Драгня назвал участие в протесте президента Румынии подготовкой к государственному перевороту.
Акции протеста были организованы в других городах Румынии, а также за рубежом.

### 29 января
Десятки тысяч человек вышли на демонстрации в городах по всей Румынии. Около 40-50 тысяч граждан участвовали в протестах в Бухаресте, примерно 10 тысяч вышли на улицы города Клуж-Напока. В целом, по оценкам телевизионной компании Digi 24, 90 тысяч румын приняли участие в акциях протеста по всей стране. В Бухаресте демонстранты начали шествие в центре города и останавливались на митинги у министерства юстиции, зданий уполномоченного по правам человека и правительства. Марши солидарности прошли во многих европейских столицах, включая Брюссель, Париж, Рим и Копенгаген.

### 31 января
В 8 часов вечера по местному времени 31 января 2017 года правительство Румынии начало очередное заседание, в повестке которого было обсуждение и принятие бюджета на 2017 год. Во время заседания члены правительства приняли поправки к повестке дня и включили в обсуждение два проекта постановлений о помиловании осуждённых по нескольким статьям уголовного кодекса и о внесении изменений в уголовный кодекс с целью декриминализации ряда статей и переформулирования понятий «конфликт интересов» и «превышение полномочий». Оба проекта были приняты. Их публикация состоялась примерно в 1 ночи 1 февраля. Через несколько часов после принятия проектов правительственных постановлений на площади перед зданием правительства начали собираться протестующие, мобилизованные через социальные сети. К полуночи, несмотря на мороз, более 10 тысяч человек присоединились к акции. Протестующие требовали отмены постановлений и отставки правительства. После двух часов ночи акция в Бухаресте закончилась. Подобные протесты прошли в других крупных городах Румынии: Клуж-Напоке, Тимишоаре, Сибиу, Констанце и других.

### 1 февраля
1 февраля протесты возобновились с новой силой. К вечеру среды перед зданием правительства собрались 100—150 тысяч человек. Ещё столько же протестовали в других городах Румынии. После полуночи в Бухаресте основная часть манифестантов разошлась, однако около тысячи человек остались на площади и стали забрасывать полицию камнями, петардами и файерами. В ответ полиция решила очистить площадь перед правительством с использованием слезоточивого газа. Несколько протестующих задержаны.
Высший совет магистратуры Румынии направил в Конституционный суд уведомление о том, что правительство, приняв постановления 31 января, начало конституционный конфликт между исполнительной и судебной ветвями власти, так как оно не учло мнение судебного сообщества при подготовке решений в области, относящейся к компетенции и прерогативам судебной власти. Президент Румынии Клаус Йоханнис, присутствовавший на заседании Высшего совета магистратуры, заявил о том, что Конституционный суд может отменить постановления правительства. В этот же день оппозиционные парламентские партии НЛП и «ССР» объявили о решении организовать в парламенте голосование о доверии правительству.
1 февраля последовала международная реакция на принятые правительством постановления о помиловании и поправках к уголовному кодексу. В десятках крупных городах Европы прошли акции протеста против правительственных постановлений, которые, по мнению участников акций, ослабляют борьбу с коррупцией в стране. Европейская комиссия опубликовала заявление за подписями председателя Жан-Клода Юнкера и его первого заместителя Франса Тиммерманса, в котором была выражена обеспокоенность постановлениями румынского правительства и было отмечено, что борьба с коррупцией должна быть усилена, а не ослаблена. Посольства Бельгии, Канады, Франции, Германии, Нидерландов и Соединённых Штатов Америки выступили с совместным заявлением, в котором правительственные постановления от 31 января прямо названы подрывом верховенства права и борьбы с коррупцией в Румынии.

### 2-4 февраля
После протестов 2 февраля, в которых участвовали около 140 тысяч человек по стране, манифестации продолжились 3 февраля. К вечеру пятницы более 300 тысяч человек присоединились к акциям протеста, 100—120 тысяч из них митинговали в Бухаресте. В этот же день уполномоченный по правам человека в Румынии Виктор Чорбя подал в Конституционный суд Румынии иск о признании двух постановлений правительства неконституционными. Партия «Демократический союз венгров Румынии», заключившая соглашение о сотрудничестве с правящей коалицией после выборов в парламент в декабре 2016 года, осудила правительство за то, что поправки в уголовный кодекс были внесены постановлением правительства, а не через обсуждение и утверждение в парламенте, и назвала возмущение граждан Румынии оправданным. 4 февраля свыше 300 тысяч человек участвовали в акциях протеста, из них 140 тысяч в Бухаресте.
4 февраля премьер-министр Сорин Гриндяну пообещал отозвать постановления, ставшие причиной массовых протестов, чтобы не допустить разделения общества. Гриндяну объявил, что впоследствии новый закон о борьбе с коррупцией будет внесён в парламент для обсуждения.

### 5 февраля
5 февраля протестующие начали собираться перед зданием правительства с утра. В этот день правительство Румынии на заседании приняло решение об отмене двух постановлений, вызвавших массовые протесты. Премьер-министр поручил министру юстиции инициировать общественное обсуждение реформы уголовного кодекса, чтобы привести его в соответствие с решениями Конституционного суда, и впоследствии внести согласованный документ в парламент. Несмотря на это решение правительства, к вечеру воскресенья 5 февраля около полумиллиона человек участвовали в протестах в разных городах страны, примерно половина из них в Бухаресте. В это же время 1500—2500 человек собрались перед дворцом Котрочень, чтобы выразить поддержку правительству и призвать президента Румынии уйти в отставку.

### 7-9 февраля
7 февраля президент Румынии Клаус Йоханнис, выступая перед депутатами парламента, призвал правительство страны уйти в отставку. В знак протеста депутаты от социал-демократической партии покинули зал заседания во время выступления президента. 8 февраля в парламенте состоялось голосование о доверии правительству, инициированное оппозицией. За отставку правительства проголосовал 161 депутат при необходимых 233. Свыше 5000 человек протестовали 8 февраля перед зданием правительства, выступая за роспуск правительства и проведение досрочных выборов, в то же время около 200 сторонников правительства призывали к отставке президента Румынии. 9 февраля министр юстиции Флорин Иордаке ушёл в отставку.

### 2018 год
9 июля 2018 года президент Румынии Клаус Йоханнис подписал указ об отставке Лауры Ковеши с поста Главного прокурора Национального антикоррупционного управления (DNA) Румынии.
10 августа 2018 года протесты возобновились. На площади Виктории в Бухаресте собралось около 100 000 человек. Протесты были мирными, но потом жандармерия применила слезоточивый газ и водяные пушки против участников. Около 452 участников были травмировано.